# پارک ریچموند
پارک ریچموند (انگلیسی: Richmond Park) یک پارک سلطنتی زیست‌شناسی در شهر لندن است.
این پارک که در منطقه ریچموند آپون تیمز لندن قرار دارد، دارای ۹۵۵ هکتار وسعت است و در هفدهم میلادی توسط چارلز یکم انگلستان ایجاد شده است. پارک ریچموند پناهگاه گونه‌های جانوری مختلفی همچون ۶۳۰ مرال و گوزن زرد اروپایی و همچنین دارکوب، سنجاب، خرگوش، مار، قورباغه، وزغ، سوسک‌های گوزنی و انواع زیادی حشره می‌باشد.
ساختمان‌های مهم بسیاری در پارک ریچموند ساخته شده است که می‌توان به ویت لوج محل پیشین اقامت سلطنتی، پمبروک لوج و مدرسه سلطنتی باله اشاره کرد.

## نگارخانه

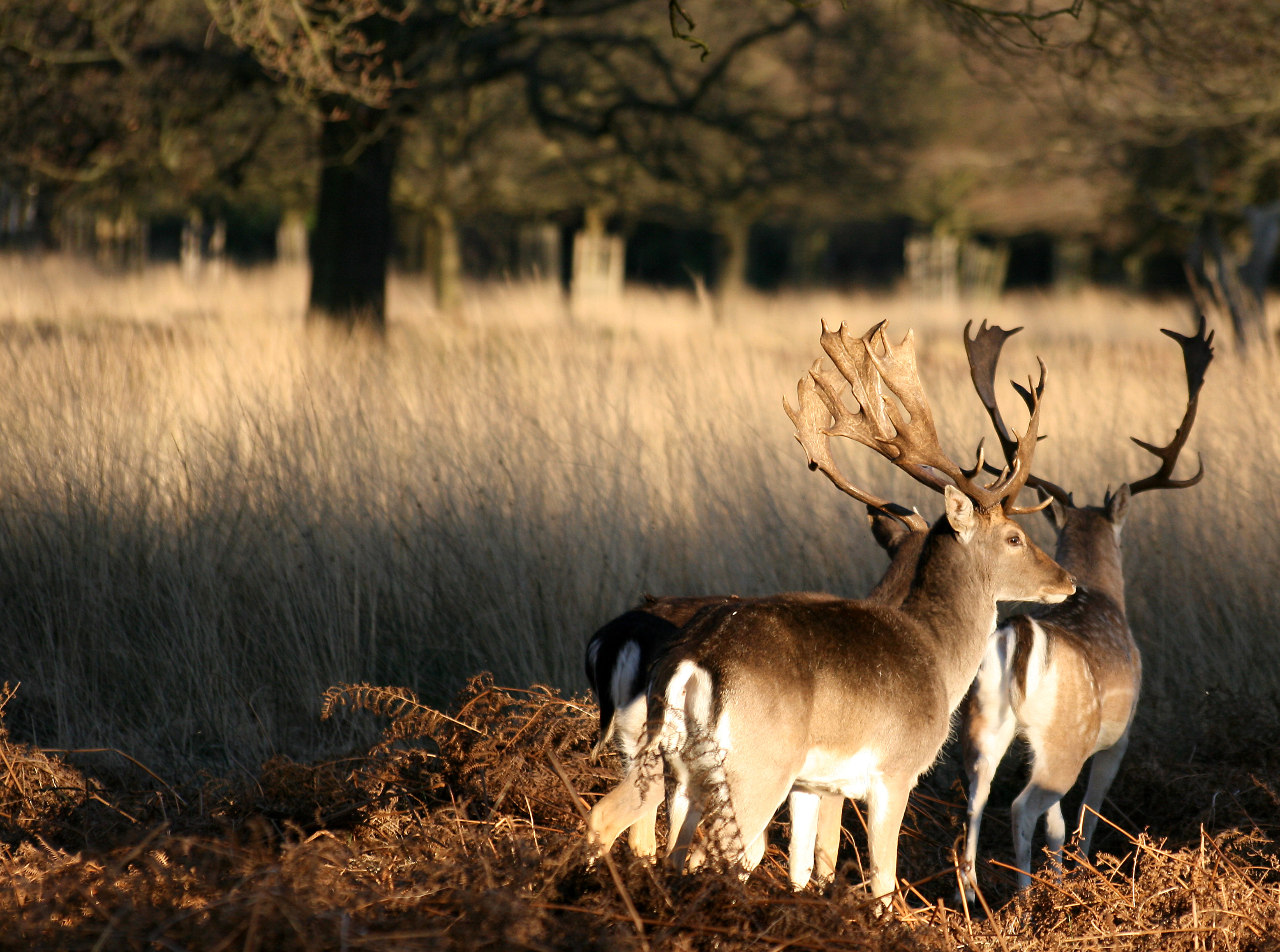
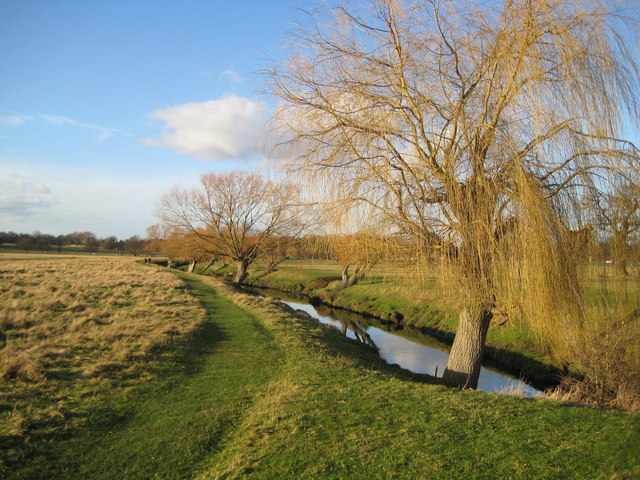
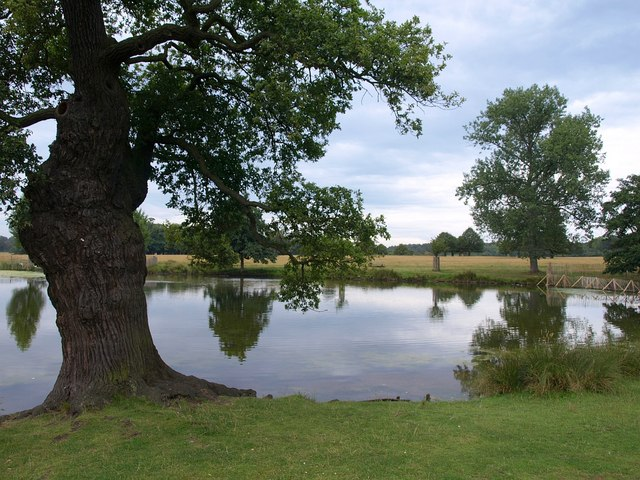
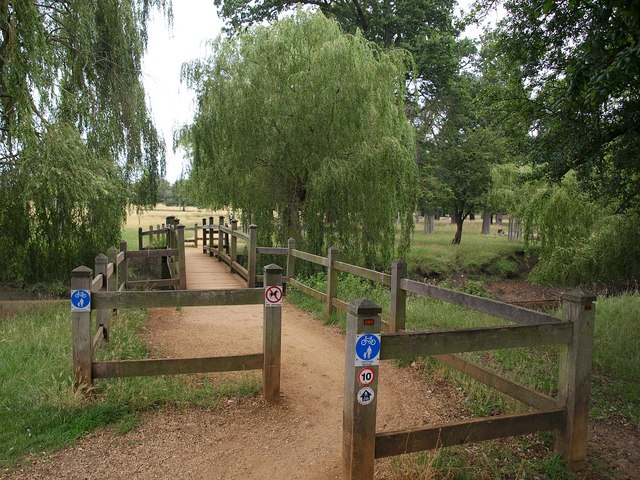
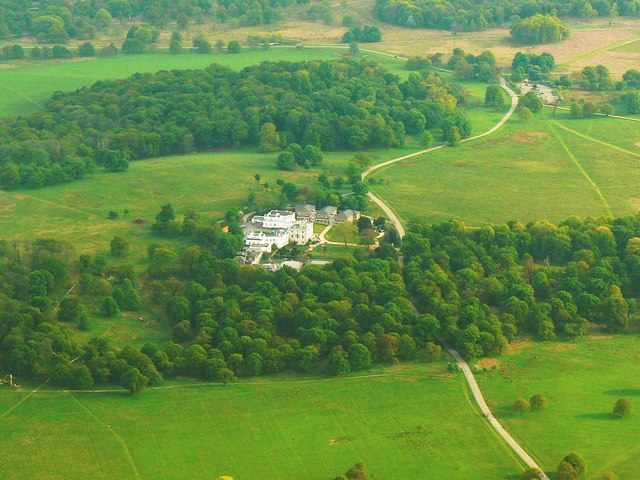
ویت لوج
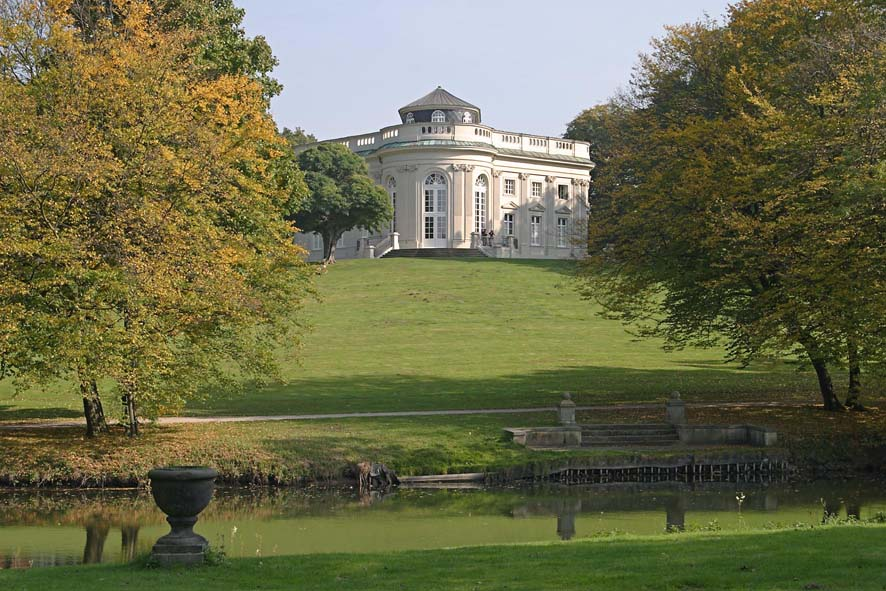